# Camera con vista (singolo)
Camera con vista è un singolo della cantautrice italiana Federica Abbate, pubblicato il 31 maggio 2019 dalla Carosello Records. Il brano, in radio dal 14 giugno 2019, vede la partecipazione del cantautore italiano Lorenzo Fragola.

## Video musicale
Il video musicale, diretto da Enea Colombi, è stato pubblicato il 19 giugno 2019 attraverso il canale YouTube della cantautrice.

## Tracce
Testi e musiche di Federica Abbate, Lorenzo Fragola, Alessandro Merli, Alfredo Rapetti, Davide Petrella, Fabio Clemente, Federico Palana e Stefano Tognini.
1. Camere con vista – 3:10